# Villagrán
Villagrán é um município do estado de Guanajuato, no México.